# Hexatoma (Eriocera) intrita
Hexatoma (Eriocera) intrita is een tweevleugelige uit de familie steltmuggen (Limoniidae). De soort komt voor in het Nearctisch gebied.